# Bia: un mundo al revés (EP)
Bia: Un mundo al revés es el EP de la banda sonora del episodio especial para televisión web del mismo nombre, derivado de la serie Bia. Fue lanzado por Walt Disney Records el 12 de febrero de 2021, en plataformas digitales, una semana antes del estreno del especial.
Cuenta con 6 canciones originales presentes en el especial, con ritmos variados como el pop, el rock, la balada y el reguetón.

## Sencillo
- Vale, vale: fue el primer y único sencillo lanzado el día 31 de dicidmbre de 2020, junto a su lyric video, interpretada por Isabela Souza y Julio Peña. El videoclip del mismo fue lanzado el día 8 de enero de 2021.[10]

## Lista de canciones
| N.º   | Título                                                    | Escritor(es)                      | Duración |  |
| 1.    | «Es un juego» (Elenco de BIA)                             | Marina Coral Campopiano           | 3:14     |  |
| 2.    | «En tu cara» (Isabela Souza, Gabriella Di Grecco)         | Federico Vilas Mauro Franceschini | 3:12     |  |
| 3.    | «Vale, vale» (Isabela Souza, Julio Peña)                  | Andrés Alberto Guardado Cortés    | 2:57     |  |
| 4.    | «Dejarlo todo» (Isabela Souza)                            | Federico Vilas Mauro Franceschini | 3:41     |  |
| 5.    | «Vengo desde lejos» (Gabriella Di Grecco, Fernando Dente) | Marina Coral Campopiano           | 3:11     |  |
| 6.    | «Quiero bailar» (Elenco de BIA)                           | Marina Coral Campopiano           | 3:13     |  |
| 19:30 |                                                           |                                   |          |  |